# Radicaal 209
Van de in totaal 214 Kangxi-radicalen heeft radicaal 209 de betekenis neus. Het is een van de twee radicalen die bestaan uit veertien strepen.
In het Kangxi-woordenboek zijn er 49 karakters die dit radicaal gebruiken.

## Karakters met het radicaal 209

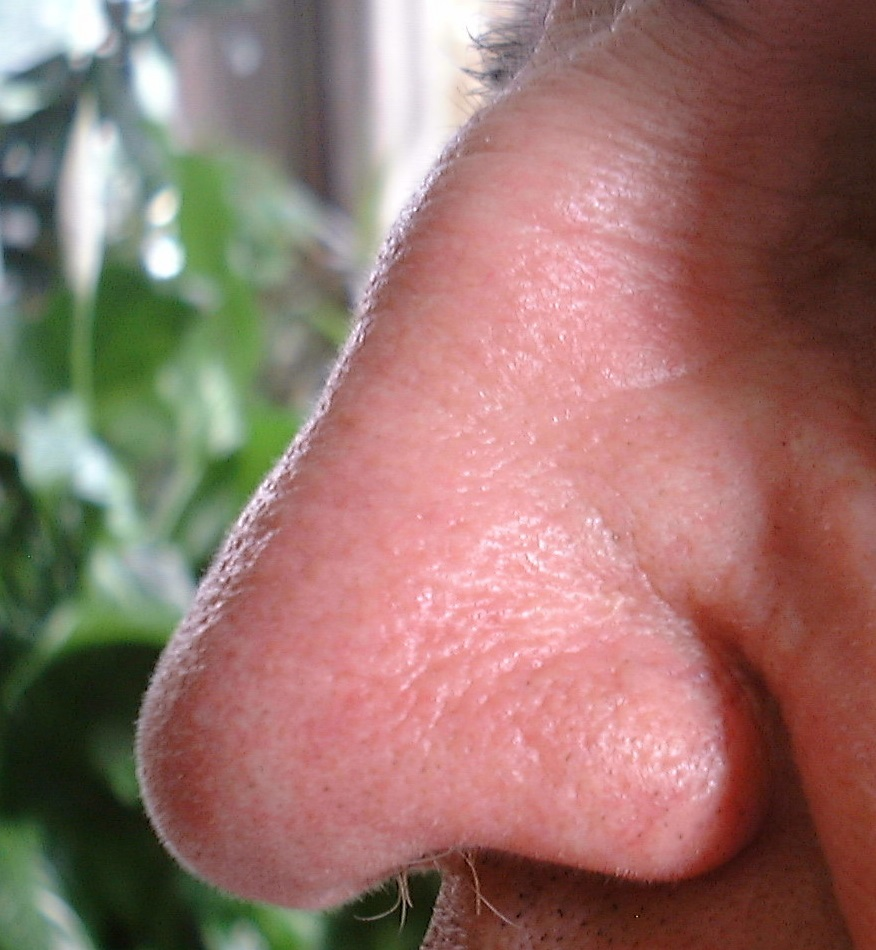
Neus

| Strepen | Karakter |
| ------- | -------- |
| + 0     | 鼻       |
| + 2     | 鼼 鼽    |
| + 3     | 鼾 鼿    |
| + 5     | 齀 齁    |
| + 8     | 齂       |
| + 9     | 齃 齄    |
| + 10    | 齅 齆    |
| + 11    | 齇       |
| + 13    | 齈       |
| + 22    | 齉       |